# 台灣青年公共事務協會
台灣青年公共事務協會是一個登記於台灣內政部的全國性社會團體，現任理事長為王俊元。

## 歷史
台灣青年公共事務協會成立於2004年7月，與民主進步黨活動具有高度連結性，成員大多為民主進步黨政治幕僚。2005年8月至2005年底，台北縣政府委託台灣青年公共事務協會經營「台北縣青年交流中心」。

## 宗旨
創造具知識交流及理性論辯的行動式跨域性平臺，期能使青年藉由具創新及活力特色的社團法人，作全面多元地學習發展，並透過全國社團的建構經驗過程，漸使全國青年深化參與、積極運作進而培養對組織管理及投入公共事務的實際經驗，以表達對台灣整體政治社會及產經脈動的關注、提昇青年之國家認同、社會化加強與民主政治素養之鞏固。

## 任務
- 舉辦青年政策會議：建立台灣青年對青年政策及議題的看法，並提升青年對政策的影響力，以辦理或接受委託各項學術調查、研究、教學訓練等事務。

- 提供青年學子生涯規劃：提供青年就學優惠、就業等媒合相關資訊。

- 成立青年公共事務人才庫：扮演徵才資訊輸入與輸出間之轉介機制。

- 舉辦相關「公共事務研習營」、「公共事務交流講座」、「公共事務讀書會」以及「公共事務分區巡迴論壇」等四大學術、活動企劃之規劃。

## 已知成員
該協會成員主要為政治幕僚及公共事務從事人員，具高度之權責分工及民主集中制性質。
- 王俊元：台北市人，該會現任理事長，凱達格蘭學校第一期青年營結業，現任凱達格蘭學校青年部主任。曾任台北縣政府青年交流中心執行長、凱達格蘭學校校友會理事、台灣青年公共事務協會秘書長、八度音創意工坊經理，以專業的經營理念綜理各項事務。

- 曾琮愷：1981年出生，南投縣水鄉人，該會創會理事長，曾就讀中國文化大學歷史學研究所，凱達格蘭學校第一期結業，分管會內全國組織工作。曾任民進黨第一屆青年委員、民進黨青年聯盟（台灣青年民主聯盟）常委、凱達格蘭學校理事、台北市議員顏聖冠辦公室主任、海洋之聲廣播電台節目主持人、立法委員張花冠辦公室助理、嘉義縣長兼民進黨中執委張花冠機要秘書、蔡英文2010新北市長競選總部社團部專員，2014年內政部役政署替代役訓練班分隊長退伍。曾於2010年發起抗議蘋果公司未在台設立維修站[1]；2010年抗議楊秋興脫黨參選高雄市長，以台灣青年火大聯盟總召集人身份在facebook發起灌爆楊秋興頁面、刪除楊秋興「好友連結」[2]；2011年在facebook發起「一人一讚勸退呂秀蓮參選總統」，反對呂秀蓮參選總統[3]；2012年4月參選民進黨主席，後因籌不出保證金新臺幣150萬元而未果[4]；2012年8月以台灣青年火大聯盟總召集人身份，號召青年發動倒閣[5]；2013年發動台灣青年火大聯盟「倒馬行動」，包圍總統官邸要求馬英九下台[6]；2014退伍後，擔任民進黨嘉義市長候選人涂醒哲競選總部執行秘書，與嘉義市小英之友會秘書長黃敏修在競選最後期間掛起嘲諷國民黨嘉義市長候選人陳以真之看板「投給陳以真，就是支持馬英九」[7]。選後曾擔任嘉義市工商發展投資策進會副總幹事，2016年初離職返鄉，2016年7月擔任民進黨南投縣黨部執行長，2025年8月11日蜂窩性組織炎併發重症逝世。

- 沈志霖：1981年出生，台北市人，該會前任理事長，凱達格蘭學校第三期結業，分管公共關係協調事務。曾任職民進黨中央黨部青年部、民進黨第一屆青年委員、民進黨青年聯盟常委，曾就讀開南大學公共事務研究所，擅長新聞議題規劃、活動企劃執行主持。目前為台北市議員法案助理、台灣聯合國協進會青年團執委、台灣青年火大聯盟執行長。

- 彭俊豪：1982年出生，桃園市中壢區人，凱達格蘭學校第三期結業，曾就讀開南大學公共事務研究所，留學英國回台後參與2014年桃園市議員選舉。

- 陳亞麟：1986年出生，屏東縣枋寮鄉人，屬民進黨新世代、助理世代，畢業於淡江大學管理學士、及國立台北大學社會學碩士，國立高雄大學財經法律學系學士班，就學期間曾擔任學生議員、學生會部長及班級代表，爭取學生權益並積極參與學生運動、社會運動，多次投書媒體發表改革論述，而發生馬政府518國安局關切事件。曾任職民進黨中央黨部青年部、2008民進黨總統副總統競選總部青年部、前黨主席游錫堃青年執行長、2014游錫堃競選新北市長新媒體部主任。過去學生時代熱愛極限運動，任教過多所大專院校直排輪教練；擅長網路新媒體及文宣議題策略規劃，分管台灣南部全面執行工作。目前擔任台北市議員辦公室主任 （页面存档备份，存于）(2010~)負責統籌議會辦公室質詢議題、新聞輿情及法案政策。宣布以無黨籍投入枋寮鄉長選戰，11月24日九合一選舉，成功當選成為全國最年輕地方首長。為FB粉絲專頁枋寮事：我們的在地事版主。個人FB

- 曾彥衞：1982年出生，宜蘭縣蘇澳鎮人，該會前任政策部主任，曾就讀雲林科技大學營建工程系、台灣師範大學政治學研究所，凱達格蘭學校第一期結業，曾任凱達格蘭學校校友會理事、副秘書長。曾任職陳水扁2004總統競選青年部、民進黨中央黨部青年部、謝長廷2008總統競選戰情部、民進黨中常委游錫堃辦公室、立法委員邱議瑩國會辦公室。

- 陳建安：1984年出生，台中市人，凱達格蘭學校第三期結業，曾就讀台中科技大學研究所，目前為台灣愛樹保育協會、中華民國社區報業協會、水源地文教基金會等會之資訊顧問，就學期間積極參與志工活動及擔任志工團代表，為弱勢團體爭取權益，長年關心社會現況與自然環境問題，曾任台中縣長候選人邱太三競選總部、民進黨青年部台中縣政顧問、民進黨青年委員。

## 組織
該會組織涵蓋全國、且具有民進黨組織實力。該會入會模式、成員數目、運作機制不詳。

## 活動
該會積極參與台灣公共事務及公共組織，如：台灣聯合國協進會、民進黨青年聯盟、凱達格蘭學校等。

## 228事件
2009年2月28日，該會創會理事長曾琮愷於經濟部長尹啟銘出席的餐會中，針對經濟議題表達抗議，與國民黨人士發生衝突。

## 518國安局關切事件
2009年5月19日，台灣青年公共事務協會就讀淡江大學的成員陳亞麟因參與517嗆馬遊行遭受到國安系統追蹤調查，偕同民進黨立法委員高志鵬、黃偉哲、蘇震清、潘孟安於立法院召開記者會抨擊國安局。陳亞麟指控，警察機關於5月18日晚間致電至陳亞麟屏東縣枋寮鄉的老家，向雙親詢問其個人資料及行蹤，及是否參與517遊行等問題，而後不久警察更親自前往該學生家中關切；學校系主任受到上級壓力也致電關切行蹤。警方在記者會上向立委坦誠是接到國安局的指示，而國安局官員對於「該生究竟有何罪狀值得如此大陣仗監控」則不願說明。